# Université d'État des Appalaches
L'université d'État des Appalaches (Appalachian State University) est une université américaine située à Boone en Caroline du Nord. Elle a été fondée en 1899 en tant que collège pour former des professeurs par les frères B.B. et D.D. Dougherty.
Appalachian est prononcé æpəˈlætʃən en dialecte du sud des États-Unis. L'université est aussi communément appelée Appalachian, App State ou App.